# Генріх Мюллер
Генріх Мюллер (нім. Heinrich Müller, 28 квітня 1900 — ?) — німецький державний діяч, шеф Таємної державної поліції (IV управління РСХА) Німеччини (1939–1945). Групенфюрер СС і генерал-лейтенант поліції (1941), заступник Райнгарда Гейдріха, воєнний злочинець, причетний до більшості злочинів проти людства та миру, вчинених Гестапо. № за НСДАП — 4583199, № в СС — 107 043. 

## Життєпис

### Ранні роки
Генріх Мюллер народився 28 квітня 1900 року в Мюнхені, був єдиною дитиною в родині колишнього поліцейського, згодом дипломованого садівника католика Алоїза Мюллера та його дружини Анни.
Спершу Генріх відвідував школу в Інгольштадті, потім — у Шробенгаузені. Навчався досить добре, однак вирізнявся на фоні однолітків надмірною підозрілістю та схильністю до брехні. В 1914 році був зарахований помічником механіка Баварських авіаційних майстерень. 1917 року записався добровольцем на фронт, 11 червня того ж року був зарахований у Люфтваффе, до 1918 року завершив льотну підготовку і з квітня воював на Західному фронті, скоїв самостійний наліт на Париж. 13 липня 1919 року демобілізувався в званні віце-фельдфебеля, був кавалером Залізного Хреста 2-го і 1-го класів.

### Міжвоєнний період
1 грудня 1919 року поступив на службу до мюнхенської поліції, в 1920 році був переведений у службу безпеки управління поліції Мюнхена, де його обов'язком була боротьба з рухами лівої орієнтації (комуністи, марксисти і т. д.). У 1923 році отримав середню освіту, тоді ж обійняв посаду асистента в поліції. 
17 червня 1924 Генріх Мюллер одружився з дочкою заможного власника друкарні і видавця Отто Дішнера Софією, з якою познайомився ще в 1917 році за досить прозових обставин: вони разом чекали одного трамваю. Шлюб складався не дуже вдало, часто подружжя жили окремо. Будучи шефом Гестапо, Мюллер завів собі коханку. У їхньому шлюбі народилося двоє дітей: син Рейнхард і дочка Елізабет. Потрібно відзначити, що дружина Мюллера прожила 90 років і померла 3 березня 1990 в Мюнхені.
1929 року склав на «дуже добре» іспит за фахом і обійняв посаду секретаря поліції.
1 вересня 1933 Мюллера було переведено до Баварської політичної поліції, яка стала незалежною і перебувала у підпорядкуванні Рейнхарда Гейдріха. Гейдріх високо цінував професійні якості «мовчазного баварця» і постійно приділяв йому всіляку підтримку і просував у службі. 20 квітня 1936 Г. Мюллер став членом СС, отримав звання Штурмфюрера СС і був зарахований до Головного управління СД. «Як Мюллер дослужився до керівної посади в СС — нам не зрозуміло», — писало місцеве керівництво НСДАП в Мюнхені 1936 року. В політичній поліції, потім — Гестапо у відділі II 1, Мюллер займався боротьбою з комуністами, марксистами, профспілковими рухами і т. д., був відмінно знайомий з радянською системою державної безпеки, якою захоплювався. У 1935 році керував об'єднанням баварської політичної поліції і Гестапо. Особисто керував складанням картотеки Гестапо.
Досить швидко просувався службовими сходами в СС: у квітні 1936 року отримав звання штурмбанфюрера СС, в листопаді — оберштурмбанфюрера СС, 1937 — штандартенфюрера СС. Після анексії Австрії кілька місяців був там інспектором поліції безпеки і СД. Вступив до НСДАП лише 31 травня 1939 року. Особисто керував «нападом» на радіостанцію в Гляйвіце, що послужило приводом до початку Другої Світової війни. Швидко продовжував кар'єрний ріст: у 1939 році він отримав звання Оберфюрер СС, в 1940 — генерал-майора поліції і Бригадефюрер СС, а в 1941 — генерал-лейтенанта поліції і групенфюрера СС, — у цьому званні він і закінчив війну.

### Друга світова війна
27 вересня 1939 року Мюллер був призначений шефом IV управління РСХА (Гестапо). На цій посаді фактично діяв автономно від політичної верхівки країни, а також від своїх безпосередніх керівників — Генріха Гіммлера, Райнгарда Гейдріха та Ернста Кальтенбруннера. 
У 1941 році призначений уповноваженим з питань східно-європейських країн, відповідав за знищення радянських військовополонених і депортацію радянських громадян. У його безпосередньому підпорядкуванні знаходився відділ, що здійснював «превентивні арешти», наказ про які віддавав особисто він. Був одним з небагатьох людей в Третьому Рейху, хто був інформований про всі події, що відбуваються. 20 січня 1942 року брав участь у Ванзейській конференції з «остаточного вирішення єврейського питання». Керував масовими арештами після 20 липня 1944 року, особисто заарештував шефа V управління РСХА Артура Небе.
З низки відомостей групенфюрер СС Г. Мюллер покінчив життя самогубством в будівлі рейхсканцелярії. О першій годині ночі 2 травня 1945 року начальник імперської служби безпеки (ця служба займалася виключно охороною Гітлера) групенфюрер СС Ганс Раттенхубер, залишаючи рейхсканцелярію, запропонував Мюллеру йти з ним, але той відмовився, сказавши «Ні, Ганс, режим впав, і я впав разом з ним». У липні-серпні 1945 року союзна адміністрація розпорядилася розкрити всі могили в центрі Берліна і перепоховати трупи. Ніби-то на території Імперського міністерства авіації в груповій могилі був виявлений труп у формі группенфюрера СС, а в нагрудній кишені було знайдено посвідчення на ім'я Генріха Мюллера, тіло було перепоховане на єврейському кладовищі «Гроссгамургштрассе». Проте ексгумація трупа 25-27 вересня 1963 року не дала підтвердження смерті шефа Гестапо, було встановлено, що останки належать як мінімум трьом особам.
Існує ряд версій з приводу зникнення Мюллера. Вальтер Шелленберг, наприклад, заявляв, що Мюллер ще під час війни встановив зв'язок з радянською розвідкою і після війни переховувався в СРСР. А близько 15 років тому в США вийшла книга і телепередача, автор якої розповідає про свої зустрічі з колишнім шефом Гестапо в 50-х роках в Америці.

## Звання
- Штурмфюрер СС (20 квітня 1934)
- Оберштурмфюрер СС (4 липня 1934)
- Гауптштурмфюрер СС (30 січня 1935)
- Штурмбаннфюрер СС (20 квітня 1936)
- Оберштурмбаннфюрер СС (9 листопада 1936)
- Штандартенфюрер СС (30 січня 1937)
- Оберфюрер СС (20 квітня 1939)
- Бригадефюрер СС (14 грудня 1940)
- Генерал-майор поліції (1 січня 1941)
- Группенфюрер СС і генерал-лейтенант поліції (9 листопада 1941)

## Посади
- Помічник (1 грудня 1919)
- Помічник в канцелярії (1 липня 1921)
- Асистенпт в канцелярії (1 серпня 1922)
- Асистент в поліції (1 квітня 1923)
- Секретар в поліції (1 липня 1929)
- Старший секретар в поліції (1 травня 1933)
- Старший секретар-криміналіст, інспектор криміналіст (16 листопада 1933)
- Старший інспектор-криміналіст (1 листопада 1934)
- Головний урядовий радник і кримінальний радник (3 червня 1937)
- Начальник кримінальної поліції (22 червня 1939)
- Начальник гестапо (1 жовтня 1939)

## Нагороди

### Перша світова війна
- Залізний хрест 2-го і 1-го класу
- Військовий хрест «За заслуги» (Баварія) 2-го класу з мечами
- Нагрудний знак пілота (Баварія)
- Почесний знак пілота (Пруссія)

### Міжвоєнний період
- Почесний хрест ветерана війни з мечами
- Йольський свічник (16 грудня 1935)
- Кільце «Мертва голова»[1]
- Почесна шпага рейхсфюрера СС[1]
- Почесний кут старих бійців (9 листопада 1936)
- Німецький Олімпійський знак 1-го класу
- Медаль «За вислугу років у поліції» 3-го, 2-го і 1-го ступеня (25 років)
- Медаль «За вислугу років у НСДАП» в бронзі (10 років)
- Медаль «У пам'ять 13 березня 1938 року»
- Медаль «У пам'ять 1 жовтня 1938» із застібкою «Празький град»
- Спортивний знак СА в бронзі

### Друга світова війна
- Застібка до Залізного хреста
  - 2-го класу (1939)
  - 1-го класу (29 жовтня 1940)
- Застібка до Залізного хреста 2-го класу
- Хрест Воєнних заслуг
  - 2-го класу (1 вересня 1941)
  - 2-го класу з мечами (20 січня 1942)
  - 1-го класу з мечами (1942)
- Лицарський хрест Хреста Воєнних заслуг з мечами (10 жовтня 1944)[1]
- Золотий лицарський хрест Хреста Воєнних заслуг з мечами
- Золотий партійний знак НСДАП

Існує непідтверджене припущення, що Мюллер був нагороджений Німецьким Орденом.

## Образ Мюллера в кінематографі
| Рік  | Назва фільму/серіалу | Актор           |
| ---- | -------------------- | --------------- |
| 1973 | 17 миттєвостей весни | Леонід Бронєвой |
| 2008 | Гітлер капут!        | Юрій Гальцев    |
| 2015 | Підірвати Гітлера    | Йоган фон Бюлов |

## Галерея

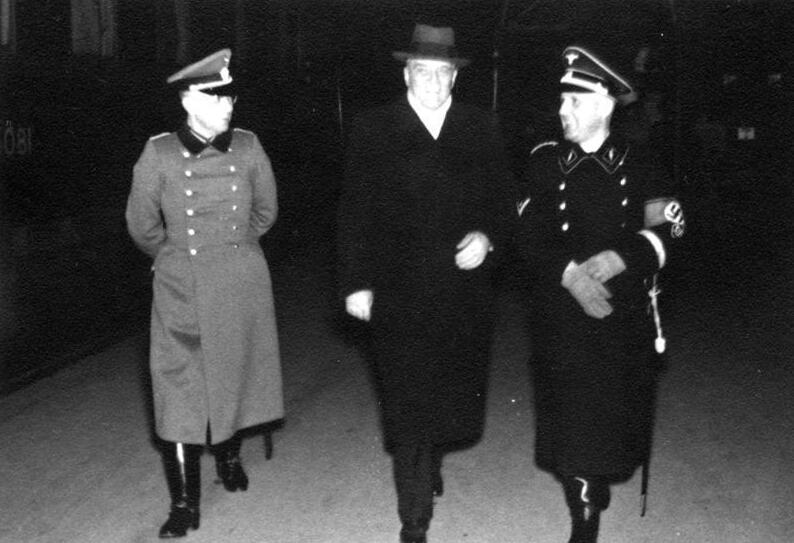
Мюллер (крайній праворуч) в Берліні (1939)
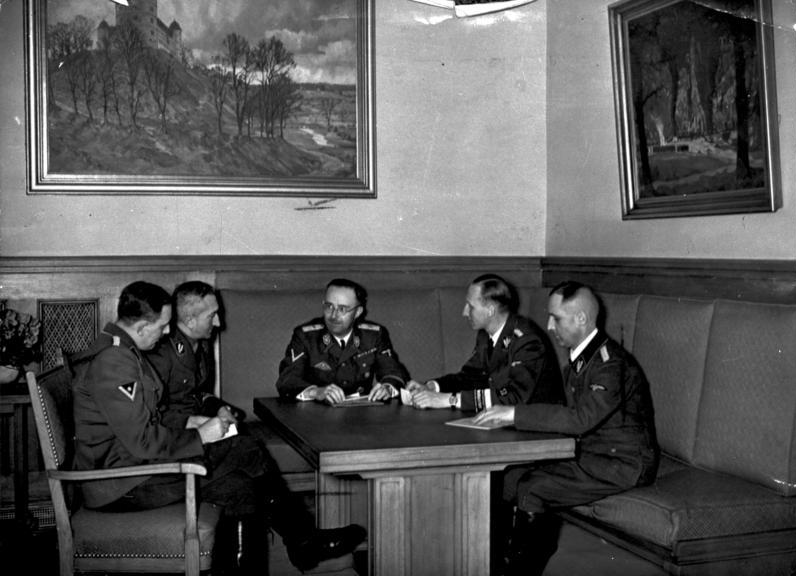
Обговорення результатів розслідування вибуху в пивній "Бюргербройкеллер" у Мюнхені, скоєного Йоганом Георгом Ельзером (Мюнхен, 8 листопада 1939). Мюллер - крайній праворуч
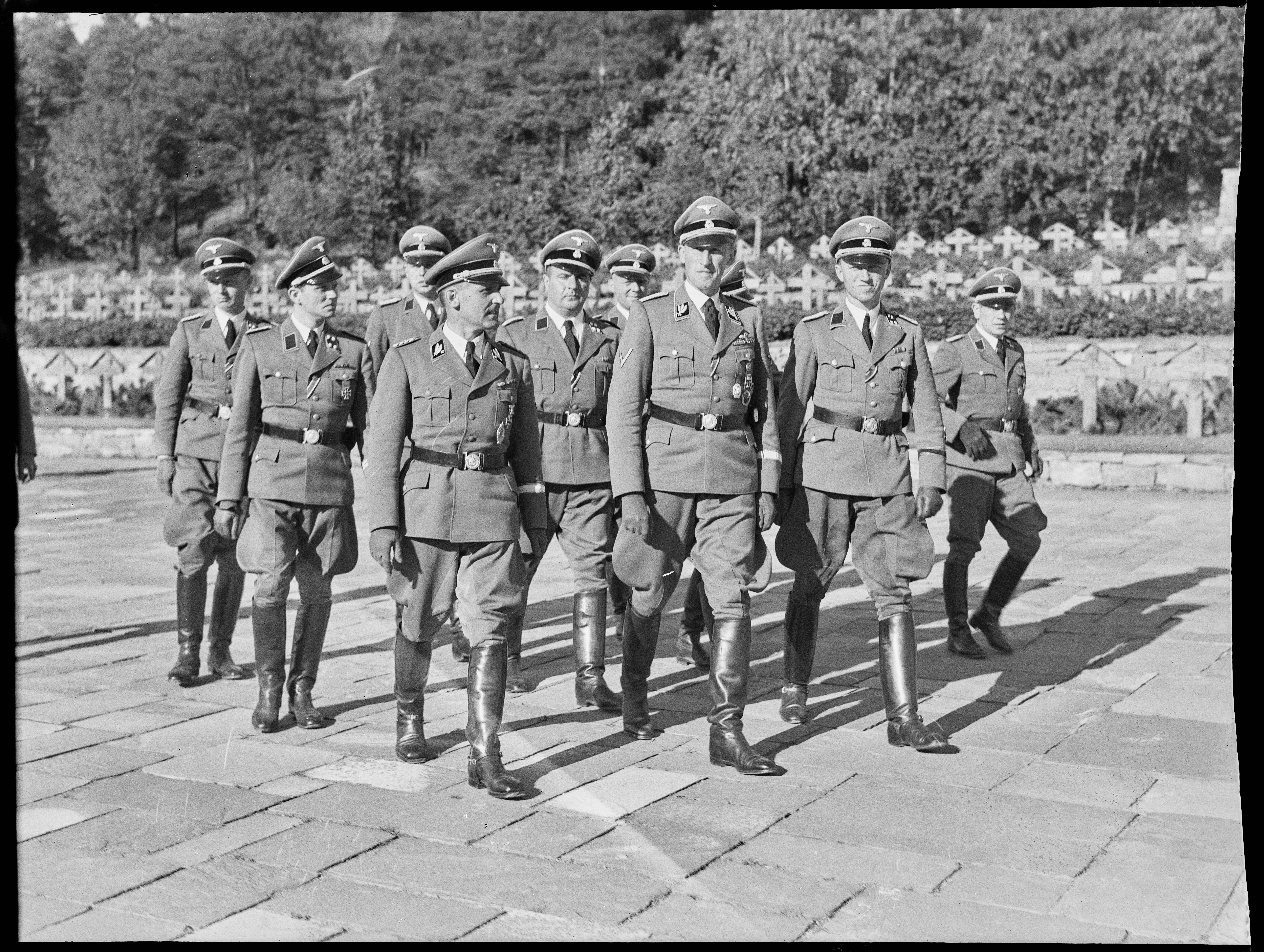
Генріх Мюллер (крайній зліва, перший ряд) і Рейнгард Гейдріх відвідують військовий цвинтар в Осло (1941)